# 三鷹光器
三鷹光器（みたかこうき、Mitaka Kohki co.,Ltd. ）は東京都三鷹市にある精密機器メーカー（株式会社）である。望遠鏡を始めとする天文機器、探査衛星に搭載する宇宙開発用観測機器、非接触三次元測定装置等の産業機器、手術用顕微鏡を始めとする医療機器を生産している。

## 歴史
- 1966年（昭和41年） - 創業者である中村義一（なかむらよしかず、1931年（昭和6年） - 2018年（平成30年）2月12日[1]）によって設立。
- 1981年（昭和56年） - 特殊カメラがアメリカ航空宇宙局のスペースシャトルに搭載される。
- 1985年（昭和60年） - 名古屋市科学館にGN-65型反射望遠鏡を納入。
- 1986年（昭和61年） - 和歌山大学に60cm反射望遠鏡を納入。
- 1988年（昭和63年） - 医療機器分野に参入。
- 1994年（平成6年） - さじアストロパークに103cm反射望遠鏡を納入。
- 1998年（平成10年） - 火星探査衛星「のぞみ」に4つの観測機器を搭載。

## 入社試験
入社試験の受験者には「自画像を描く」「紙飛行機を製作する」「焼き魚を食べさせ食べ方を見る」などの課題が与えられる。これらによって物作りへの適性が明らかになるからという。

## 製品一覧

### 天文機器
- 103cm反射望遠鏡 - 1994年（平成6年）さじアストロパークに納入された。鏡筒の有効径は103 cmのカセグレン式望遠鏡、架台はフォーク式赤道儀。鏡材にショットのゼロデュアを使用している。
- GNF-1000型反射望遠鏡
- GN-65型反射望遠鏡 - 1985年（昭和60年）4月名古屋市科学館屋上ドームに設置された。鏡筒の有効径は650mm、焦点距離3,250mmの変形ニュートン式望遠鏡/焦点距離8,450mmのカセグレン式望遠鏡をワンタッチで切り替えられる。架台はドイツ式赤道儀。鏡材にショットのゼロデュアを使用し池谷薫が研磨した。赤経赤緯は接眼部左下にデジタルで表示される[2]。
- GNF-65型反射望遠鏡 - 群馬県立ぐんま天文台に設置されている。架台はフォーク式赤道儀。
- GNF-60型反射望遠鏡 - うすだスタードームに設置されている。架台はフォーク式赤道儀。
- GN-60F型反射望遠鏡 - 鏡筒は有効径600mmのカセグレン式望遠鏡。架台はフォーク式赤道儀[3]。
- 60cm反射望遠鏡 - 1986年（昭和61年）4月和歌山大学教育学部本館自然棟屋上に設置された。鏡筒の有効径は600mm、焦点距離7,800mmのカセグレン式望遠鏡。架台はフォーク式赤道儀。
- GNF-50型反射望遠鏡 - 国立天文台三鷹キャンパスに設置されている。鏡筒の有効径は500mm、焦点距離6,030mmのカセグレン式望遠鏡。
- GN-45C反射望遠鏡 - クーデ式望遠鏡。架台はドイツ式赤道儀[4]。
- 40cm反射望遠鏡 - 東京学芸大学自然科学研究棟屋上に設置された天文学研究室のドームに設置されている。鏡筒は有効径400mm、焦点距離5,000mmのカセグレン式望遠鏡。
- GN-40型反射望遠鏡 - 鏡筒は有効径400mm、焦点距離5,200mmのカセグレン式望遠鏡。架台は変形ドイツ式赤道儀。水晶発振式モータードライブ (望遠鏡)による恒星時運転、追尾精度±2.0秒以内。不動点高140cm。総重量約1,500 kg、搭載重量不動点より400mmで約200kg[5][6][7]。
- MCL-40型反射望遠鏡 - 鏡筒は有効径400mmのカセグレン式望遠鏡[8]。
  - MCL-40I型反射望遠鏡 - 焦点距離5,000mm。光電観測用。
  - MCL-40II型反射望遠鏡 - 焦点距離6,000mm。写真、実視用。
- MK-40型赤道儀架台[9]。
- GN-32型赤道儀架台
- GN-30N型反射望遠鏡 - 鏡筒は有効径300mm、焦点距離1,650mmのニュートン式望遠鏡。架台はドイツ式赤道儀。水晶発振式モータードライブ (望遠鏡)による恒星時運転、追尾精度±2.5秒以内。不動点高114cm。総重量360kg、搭載重量不動点より450mmで80kg[10][11]。
- GN-30F型反射望遠鏡 - 鏡筒は有効径280mm、焦点距離2,800mmのシュミットカセグレン式望遠鏡。架台はフォーク式赤道儀。ピラーは不動点高20cm上下できる。水晶発振式モータードライブ (望遠鏡)による恒星時運転、追尾精度±2.5秒以内。[12]。
- GN-30型反射望遠鏡 - 鏡筒は有効径300mm、焦点距離3,900mmのカセグレン式望遠鏡。架台は変形ドイツ式赤道儀。水晶発振式モータードライブ (望遠鏡)による恒星時運転、追尾精度±2.5秒以内。不動点高140cm。総重量約400kg、搭載重量不動点より350mmで約200kg[11][13][14]。
- MKT-NC30F型反射望遠鏡、MKM-30L型赤道儀架台 - 鏡筒は有効径300mm、焦点距離1,650mmのニュートン式望遠鏡/焦点距離5,000mmのカセグレン式望遠鏡。架台は不動点高145cmのドイツ式赤道儀[15]。
- MCL-30型赤道儀架台
  - MCL-30L型赤道儀架台 - 不動点高145cmのショートピラーを備える[16]。
  - MCL-30S型赤道儀架台 - 不動点高113cmのショートピラーを備える[16]。
- GN-27型赤道儀架台
- GN-26型赤道儀架台 - ドイツ式赤道儀。水晶発振式モータードライブ (望遠鏡)による恒星時運転、追尾精度±2.5秒以内。重量約200kg、搭載重量不動点より320mmで60kg[17][18][19]。
  - GN-26L型赤道儀架台 - 不動点高140cmのロングピラーを備える[17][18][19]。
  - GN-26S型赤道儀架台 - 不動点高80cmのショートピラーを備える[17][18][19]。
- GN26型赤道儀架台 - ドイツ式赤道儀。水晶発振式モータードライブ (望遠鏡)による恒星時運転、追尾精度±1.5秒以内。重量約200kg、搭載重量不動点より350mmで約60kg[20]。
  - GNS26型赤道儀架台 - 手動クランプ[20]。
  - GNSS26型赤道儀架台 - 電動クランプ[20]。
  - GND26型赤道儀架台 - デジタル表示[20]。
- GN-22型赤道儀架台 - ドイツ式赤道儀。水晶発振式モータードライブ (望遠鏡)による恒星時運転、追尾精度±2.5秒以内。搭載重量不動点より250mmで25kg[9][18][19]。
  - GN-22L型赤道儀架台 - 不動点高140cmのロングピラーを備える[9][18][19]。
  - GN-22S型赤道儀架台 - 不動点高80cmのショートピラーを備える[9][18][19]。
- GN-20型反射望遠鏡、GN-20F型赤道儀架台 - 鏡筒は有効径200mm、焦点距離1,120mmのニュートン式望遠鏡。架台はフォーク式赤道儀[17]。藤井旭が白河天体観測所に備え「チロチロス二世号」として知られた。
- MKM-20N型反射望遠鏡、MKM-20F型赤道儀架台 - 鏡筒は有効径200m、焦点距離1,120mmのニュートン式望遠鏡。架台はフォーク式赤道儀[21]。
- MK-20型赤道儀架台 - ドイツ式赤道儀。不動点高134cm、または特注で118cmのピラー[9][21]。
- GN-170型赤道儀架台 - アマチュア向けに発売され人気を博したが現在は生産が中止されている。水晶発振式モータードライブ (望遠鏡)による恒星時運転、追尾精度±3.5秒以内。搭載重量不動点より250mmで15kg[19][22]。
  - GN-170三脚型赤道儀架台 - 重量約28kg[22]、不動点高85cmの三脚を備える[19]。
  - GN-170ポールL型赤道儀架台 - 不動点高140cmのロングピラーを備える[19][22]。
  - GN-170ポールS型赤道儀架台 - 不動点高110cmのショートピラーを備える[19]。
- MK-100型赤道儀架台 - アマチュア向けに発売された。GN-170型赤道儀架台の発売に伴い製造中止された[9]。

### 宇宙開発用観測機器が使われた探査機
- かぐや - 2007年（平成19年）打ち上げの月探査機。
- のぞみ - 1998年（平成10年）打ち上げの火星探査機。4個の観測機器が搭載されている。

### 医療機器
手術用顕微鏡を製造し、1990年頃からライカへOEM供給している。また、パッシブ型の内視鏡等の位置決め装置もライカにOEM供給している。

### 産業機器
非接触三次元測定装置、高精度チップボンダなどを製造。

## テレビ番組
- 日経スペシャル カンブリア宮殿 世の中の"役に立つモノ"を作れ！ ～NASAが認めた41人の技術屋集団～」（2007年3月26日、テレビ東京）- 会長の中村義一が出演[25]。

## 書籍

### 関連書籍
- 『表面測定技術とその応用』（著者:河村末久 中村義一）（1988年1月1日、共立出版）ISBN 9784320080454
- 『社員は、この「型破り」教育で伸ばせ！ なぜ町工場に、世界のライカが一目も二目も置くのか』（著者:中村義一）（2002年12月20日、三笠書房）ISBN 9784837919797
- 『お金は宇宙から降ってくる 三鷹光器 中村義一の職人哲学』（著者:中村義一）（2004年9月13日、中経出版）ISBN 9784806120704